# Dictionary of Sydney
Le dictionary of Sydney (en français : dictionnaire de Sydney) est un projet d'humanités numériques visant à produire une encyclopédie experte en ligne portant sur tous les aspects de l'histoire de Sydney.

## Description
Le dictionnaire est un partenariat entre la cité de Sydney, l'université de Sydney, la bibliothèque d'État de la Nouvelle-Galles du Sud (en), le State Records de la Nouvelle-Galles du Sud (en) et l'université technologique de Sydney. Le projet démarre en 2007 grâce au financement du conseil australien de la recherche et est lancé le 5 novembre 2009.
Géographiquement, le dictionary of Sydney inclut l'ensemble du bassin de Sydney (en) et couvre chronologiquement les années de la première habitation humaine au présent. Il incite également les contributions historiques sur les thèmes comme l'archéologie, la sociologie, les études littéraires, l'histoire géographique et les études culturelles.
Le projet s'appuie sur la base de données Heurist (en), développée par l'université de Sydney. Le dictionary of Sydney a gagné un prix du patrimoine national de l'énergie en avril 2010.

## Source
- (en) Cet article est partiellement ou en totalité issu de l’article de Wikipédia en anglais intitulé « dictionary of Sydney » (voir la liste des auteurs).